# Nowy Gaj (Lublin)
Pour les articles homonymes, voir Nowy Gaj.
Nowy Gaj (prononciation : [ˈnɔvɨ ˈɡai̯]) est un village polonais de la gmina de Wojciechów dans le powiat de Lublin de la voïvodie de Lublin dans l'est de la Pologne.
Le village compte approximativement une population de 60 habitants.

## Histoire
De 1975 à 1998, le village est attaché administrativement à l'ancienne Voïvodie de Lublin.

Depuis 1999, il fait partie de la nouvelle voïvodie de Lublin.